# Hrnčiarovce nad Parnou
Hrnčiarovce nad Parnou est un village de Slovaquie situé dans la région de Trnava.

## Histoire
Première mention écrite du village en 1211.

## Démographie

### Évolution de la population
| Année:               | 1994. | 2004.   | 2014.   | 2024.   |
| -------------------- | ----- | ------- | ------- | ------- |
| Nombre de personnes: | 1991  | 2067    | 2250    | 2231    |
| Différence:          |       | +3,81 % | +8,85 % | -0,84 % |

| Année:               | 2023. | 2024.   |
| -------------------- | ----- | ------- |
| Nombre de personnes: | 2229  | 2231    |
| Différence:          |       | +0,08 % |